# Terminal Graneleiro Oceânico do Rio Grande do Norte
O Terminal Graneleiro Oceânico do Rio Grande do Norte será um novo porto que o Governo do Estado do Rio Grande do Norte pretende construir em parceria público-privada ou por concessão simples a se localizar no município de Porto do Mangue, visando a retirada do minério de ferro do Seridó e também do calcário e cimento da cidade de Mossoró, pedras ornamentais, além de derivados de petróleo da futura Refinaria Potiguar Clara Camarão.
O porto será nos moldes do Porto-Ilha de Areia Branca que exporta só sal, obviamente será mais moderno, e é visto - de certa forma - como uma "alforria" aos portos de Pecém no Ceará e Suape em Pernambuco já que atualmente todos os minérios extraídos do estado são exportados por esses portos.
O grupo coreano P&ampP Korea - especializado em soluções portuárias e marítimas - quer ajudar a viabilizar o terminal graneleiro. Grupos holandeses também estão de olho no terminal.